# The Inn of the Winged Gods
The Inn of the Winged Gods è un cortometraggio muto del 1914 diretto da Jacques Jaccard.
È il primo episodio del serial cinematografico The New Adventures of Terence O'Rourke.

## Trama
O'Rourke, povero soldato di ventura, è innamorato di Beatrix, principessa de Grandieu, una delle più ricche dame di Francia. Per meritarsela, decide di partire, andando a caccia di fortuna. Prima di lasciare l'amata, però, le affida la metà di un franco spezzato in due, di cui lui tiene l'altra metà: se Beatrix avrà bisogno di lui, non dovrà far altro che fargli avere la sua parte di moneta e Terence correrà in suo aiuto. Adolph Chambret, amico di O'Rourke, riceve una lettera da una sua vecchia fiamma, la duchessa di Lutzemburg, il cui figlio lei sospetta sia stato rapito dal giovane cognato che vorrebbe, in tal modo, sbarazzarsi del legittimo erede al trono. La donna implora il suo aiuto. Chambret fissa con lei un appuntamento in una locanda di campagna dove si presenterà insieme all'amico O'Rourke. Il principe, però, venuto a sapere dei loro piani, progetta di catturarli. Mentre Chambret è  ancora per strada, O'Rourke si presenta da solo all'appuntamento con la duchessa che si è travestita da domestica. Non riconoscendola, O'Rourke si mette a corteggiarla. Viene però sorpreso dal principe e dai suoi uomini che insultano da donna. Lui prende le sue difese e ingaggia un duello con gli assalitori che stanno per sopraffarlo quando arriva finalmente anche Chambret. Il principe, però, riesce a chiudere in un angolo O'Rourke che adesso sembra non avere più scampo. Ma si apre una porta segreta e la duchessa porta in salvo O'Rourke.

## Produzione
Il film fu prodotto dalla Victor Film Company.

## Distribuzione
Distribuito dall'Universal Film Manufacturing Company, il film, un cortometraggi in due rulli, uscì nelle sale cinematografiche statunitensi il 7 dicembre 1914.
Episodi della serie
1. The Inn of the Winged Gods (primo episodio della serie), regia di Jacques Jaccard (1914)
2. When a Queen Loved O'Rourke (secondo episodio della serie), regia di Otis Turner (1915)
3. The Road to Paradise (terzo episodio della serie), regia di Otis Turner (1915)